# Katie Sowers
Katie Sowers est une joueuse de football américain devenue entraineuse adjointe de l'attaque des 49ers de San Francisco. Elle est connue pour être devenue la première femme à ce poste et à atteindre un Super Bowl (finale du championnat américain de la National Football League). 

## Biographie

### Sa jeunesse
Née le 7 août 1986 à Hesston dans l'État du Kansas aux États-Unis, elle commence à jouer au football américain dès l'âge de huit ans. Sowers étudie dans l'Indiana au Hesston College (en) puis au Goshen College de 2006 à 2009 où elle pratique le football américain, l'athlétisme et le basket-ball.
Elle poursuit ses études à l'université du Missouri à Warrensburg (en) dans les années 2010, où elle obtient une maîtrise en kinésiologie en 2012.

### Joueuse professionnelle
Alors qu'elle termine ses études au Hesston College (en), Katie Sowers commence une carrière de joueuse professionnelle au sein des West Michigan Mayhem (en) évoluant dans la Women's Football Alliance (en), une ligue américaine féminine. Elle joue également ensuite pour les Kansas City Titans. En 2013, elle remporte avec l'équipe des États-Unis, la Coupe du Monde organisée par la Fédération internationale de football américain,.
Sowers continue de jouer dans la ligue féminine jusqu'en 2016 mais doit arrêter sa carrière de joueuse à la suite d'une blessure à la hanche.

### Entraineuse professionnelle
En 2016, Katie Sowers découvre le métier d'entraineuse à la suite d'un stage favorisant la diversité au sein de la NFL,. Elle est engagée en tant qu'entraineuse adjointe des receveurs lors du camp d’entrainement estival des Falcons d'Atlanta. Elle est ensuite engagée en tant qu'entraineuse adjointe de l'équipe de coordination offensive des 49ers de San Francisco en 2017 initialement une seule saison et par la suite de manière pérenne.
Katie Sowers est la deuxième femme à occuper un poste d'entraineur au sein d'une équipe professionnelle dans la National Football League. En 2020, elle devient la première femme entraineuse à atteindre un Super Bowl. Avec les 49ers, elle perd néanmoins le Super Bowl LIV joué contre les Chiefs de Kansas City.
Elle déclare en janvier 2021 qu'elle ne continuera pas de nouvelle saison avec le club californien. Elle est intégrée au personnel d'entrainement des Chiefs de Kansas City pour la préparation estivale en vue de la saison 2021. En parallèle, elle entraine l'équipe féminine de flag football de Université d'Ottawa située dans le Kansas aux États-Unis. En octobre, Katie Sowers est chargée du développement financier et structurel des sports au sein de cette université.

## Vie personnelle et médias
Avant le début de la saison 2017, Katie Sowers évoque publiquement son homosexualité. Elle devient ainsi le premier membre d'un personnel d'entrainement d'une équipe NFL reconnue en tant que LGBT.
En 2020, peu avant le Super Bowl, Rebecca Stoltzfus, présidente du Goshen College, présente ses excuses pour avoir refusé à Katie Sowers un poste de bénévole au sein de l'équipe de football américain de l'université en raison de son orientation sexuelle.
Forte de sa notoriété, elle joue son propre rôle dans une publicité pour Microsoft valorisant son parcours lui ayant permis d'être reconnue dans un monde du sport professionnel dominé par les hommes,,.